# مقبس 2
مقبس 2 (بالإنجليزية: Socket 2) وهو مقبس لوحدات المعالجة المركزية بنظام إكس 86 من شركة إنتل لتطويرا مقبس 1 لكي تدعم وحدات بنتيوم أوفر درايف (Pentium OverDrive) الجديدة. وهي داعمة للودات القديمة المستخدمة لمقبس 1.